# This Is 40
This Is 40 (no Brasil: Bem-Vindo aos 40; em Portugal: Aguenta-Te aos 40) é um filme estadunidense de 2012, do gênero comédia dramática, escrito e dirigido por Judd Apatow.

## Elenco
- Paul Rudd como Pete, marido de Debbie e proprietário de uma gravadora[6]
- Leslie Mann como Debbie, esposa de Pete e dono de uma loja[6]
- Maude Apatow como Sadie, sua filha de 13 anos de idade[6]
- Iris Apatow as Charlotte, sua filha de 8 anos de idade[6]
- Jason Segel as Jason, instrutor de Debbie[6]
- Charlyne Yi as Jodi, um dos empregados de Debbie[6]
- Tim Bagley as Dr. Pellegrino, ginecologista de Debbie[6]
- Melissa McCarthy como Catherine[7][8][9]
- Megan Fox[10][11] como Desi, um dos empregados de Debbie[6]
- Albert Brooks como Larry, pai de Pete[6]
- John Lithgow[12]  as Oliver, Debbie's 65-year-old father[6]
- Ryan Lee como Joseph[7]
- Lena Dunham como Cat, um dos empregados de Pete[6]
- Chris O'Dowd como Ronnie, um dos empregados de Pete[6]
- Rob Smigel como Barry, um dos amigos de Pete[6]
- Annie Mumolo como Barb, amigo de Debbie[6]
- Joanne Baron como Sra. Laviati
- Billie Joe Armstrong como ele mesmo[6]
- Graham Parker como ele mesmo[13]
- Tom Freund como ele mesmo
- Bob Andrews como ele mesmo[13]
- Brinsley Schwarz como ele mesmo[13]
- Martin Belmont como ele mesmo[13]
- Andrew Bodnar como ele mesmo[13]
- Stephen Goulding como ele mesmo[13]

## Recepção
O filme recebeu criticas geralmente misturadas dos críticos que elogiaram sua atuação do elenco, bem como momentos muito cômicos do filme e cenas perspicaz, mas criticou tempo demasiadamente longo do filme correndo e inutilidade ocasional.